# Малые Жеребцы
Малые Жеребцы — деревня в Щёлковском районе Московской области России, входит в состав сельского поселения Огудневское.

## Население
| 1852 | 1859 | 1869 | 1926 | 2002 | 2006 | 2010 |
| ---- | ---- | ---- | ---- | ---- | ---- | ---- |
| 97   | ↗164 | ↘64  | ↗120 | ↘21  | ↗24  | →24  |

## География
Деревня Малые Жеребцы расположена на северо-востоке Московской области, в северной части Щёлковского района, примерно в 42 км к северо-востоку от Московской кольцевой автодороги и 27 км к северо-востоку от центра города Щёлково.
Менее, чем в 1 км южнее деревни, проходит Фряновское шоссе Р110, в 20 км к северо-западу — Ярославское шоссе М8, в 9 км к юго-западу — Московское малое кольцо А107, в 17 км к северо-востоку — Московское большое кольцо А108. Ближайший населённый пункт — деревня Малые Петрищи и посёлок Огудневского лесничества.
В деревне одна улица — Дачная и микрорайон Лесная Поляна.

## История
В середине XIX века деревня Жеребцы относилась ко 2-му стану Богородского уезда Московской губернии и принадлежала коллежскому регистратору Варваре Александровне Толстой. В деревне было 10 дворов, крестьян 44 души мужского пола и 53 души женского.
В «Списке населённых мест» 1862 года — владельческая деревня 2-го стана Богородского уезда Московской губернии по правую сторону Троицкого тракта (из Богородска в Сергиевскую Лавру), в 26 верстах от уездного города и 22 верстах от становой квартиры, при колодце, с 23 дворами и 164 жителями (84 мужчины, 80 женщин).
По данным на 1869 год — деревня Аксёновской волости 3-го стана Богородского уезда с 19 дворами, 19 деревянными домами и 64 жителями (24 мужчины, 40 женщин), из которых 5 грамотных. При деревне работало бумаго-ткацкое заведение. Имелось 7 лошадей, 12 единиц рогатого и 6 единиц мелкого скота.
В 1913 году — 21 двор.
По материалам Всесоюзной переписи населения 1926 года — деревня Малопетрищевского сельсовета Аксёновской волости Богородского уезда в 1 км от Фряновского шоссе и 31 км от станции Щёлково Северной железной дороги, проживало 120 жителей (54 мужчины, 66 женщин), насчитывалось 21 хозяйство (20 крестьянских).
С 1929 года — деревня Малые Жеребцы Московской области в составе:
- Огудневского сельсовета Щёлковского района (1929—1934, 1954—1959, 1965—1994)[15][16][17],
- Душоновского сельсовета Щёлковского района (1934—1954)[16],
- Огудневского сельсовета (до 31.07.1959) и Воря-Богородского сельсовета Балашихинского района (1959—1960)[18][19],
- Воря-Богородского сельсовета Щёлковского района (1960—1963)[20],
- Воря-Богородского сельсовета (до 31.08.1963) и Огудневского сельсовета Мытищинского укрупнённого сельского района (1963—1965)[20],
- Огудневского сельского округа Щёлковского района (1994—2006)[21],
- сельского поселения Огудневское Щёлковского муниципального района (2006 — н. в.)[22][23].